# Madonna col Bambino e angeli (Gregório Lopes)
L'Annunciazione è un  dipinto del pittore portoghese Gregório Lopes realizzato circa nel 1536-1539 e conservato nel Museo nazionale d'arte antica di Lisbona in Portogallo.

## Storia
Il dipinto Madonna col Bambino e angeli fu posto su uno degli altari della Charola del Convento di Cristo a Tomar, (Torre Tombo, Convento de Cristo, 23, fls. 187v., 188 e 196), che fu a Tomar, dal settembre 1536 all'aprile 1539, lavorando ad alcune pale destinate alla Charola del detto convento. 
Nel 1903 Francisco Marques de Sousa Viterbo pubblicò una ricevuta firmata da Gregório Lopes datata settembre 1536 che prova che questo pittore reale era stato incaricato di dipingere diverse pale d'altare per i piccoli altari della Charola del Convento di Cristo a Tomar e per la cappella di Nostra Signora, sempre a Tomar, opere per il quale ha addebitato l'importo di 68.000 réis. Questo documento riguarda i pannelli Sant'Antonio che predica ai pesci, San Bernardo, che rimangono a Charola, e il Martirio di san Sebastiano e  la Madonna col Bambino e angeli, che sono attualmente nel Museo nazionale d'arte antica a Lisbona.

## Descrizione
Il dipinto è una rappresentazione simbolica del culto mariano della Madonna col Bambino in primo piano circondata da angeli
La Vergine è vestita di blu scuro, che contrasta con i capelli biondi che le coprono le spalle, con un manto viola drappeggiato lateralmente sul sedile e sulla vegetazione. Tiene nella mano destra un libro aperto e la mano sinistra poggia sul capo di Gesù Bambino che è mezzo inginocchiato ai suoi piedi e gioca con uno dei tre angeli alla sua destra. I due angeli a sinistra dell'immagine cantano, uno dei quali suona il liuto.
Sullo sfondo, vicino una fontana di ispirazione italiana decorata con piccole sculture, sulla cui sommità spicca un amorino, simbolo pagano dell'amore cristiano. Questo ambiente allegro e bucolico è accentuato dall'inserimento di alcune note naturaliste, come i cesti di frutta (mele, uva, fichi, pere) o gli alberi rigogliosi del giardino che conducono a una casa chiusa da un cancello e una siepe. Presso la fontana alcuni angeli suonano strumenti musicali: cordofono a pizzico, violino, liuto e fisarmonica non identificati
Alcuni degli elementi inseriti dal pittore hanno un significato simbolico. Al culto mariano sono legati i gigli bianchi, sinonimo di purezza, verginità e innocenza, e la chiocciola, simbolo di fertilità e periodica rigenerazione. La rappresentazione di frutti come la mela (simbolo di Cristo come Nuovo Adamo), l'uva (legata al vino, rappresentano il sangue di Cristo), i fichi (che, come la mela, è il frutto dell'Albero della Scienza del Bene e del Male), e una pera (relativa all'amore di Cristo per l'Umanità), sono chiari riferimenti cristologici.
L'ermetismo del dipinto e il suo forte contenuto simbolico lo collocano nella corrente manierista, di cui Gregório Lopes fu uno dei principali rappresentanti in Portogallo.